# 19475 Міспейджл
19475 Міспейджл (19475 Mispagel) — астероїд головного поясу, відкритий 21 квітня 1998 року.
Тіссеранів параметр щодо Юпітера — 3,496.